# Mein Mann, mein Leben und du
Mein Mann, mein Leben und du ist ein deutscher Fernsehfilm unter der Regie von Helmut Förnbacher aus dem Jahr 2003. Der Film entstand unter der Produktion von Susanne Porsche, während Albert Fortell, der auch als Autor tätig ist, das ursprüngliche Drehbuch verfasste. Der Film wurde im ZDF am 2. November 2003 erstausgestrahlt.

## Handlung
Tessa von Künsthal versteht es, Familie und Beruf in Einklang zu bringen. Obwohl ihr Sohn Manuel pubertiert und sie ihren Ehemann Thomas Arnold in letzter Zeit eher selten gesehen hat, ist sie der Meinung, ihr Leben vollkommen unter Kontrolle zu haben.
Bis sie eines Tages ihren Mann dabei ertappt, als er gerade seine Cousine küsst. Sie flüchtet verzweifelt in ihre kleine Berghütte. Gerade dorthin verirrt sich der US-Millionär Frank, der nach Europa gekommen ist, um die Spuren seiner Kindheit zu verfolgen. Er schmachtet Tessa an, doch die will sich noch nicht hingeben. Die Dreiecksgeschichte beginnt sich zu verdichten. Dann verunglückt Tessas Sohn, der nun beide Eltern braucht. Tessa benachrichtigt verzweifelt ihren Cousin Leon. Als Unfallchirurg kann er das gelähmte Kind operieren und schafft das beinahe Unmögliche – der Junge wird wieder gesund und kann laufen. Tessa und Frank sind überglücklich und heiraten wenig später.

## Hintergrund
Nachdem Albert Fortell die erste Fassung des Drehbuchs erstellte, wurde Barbara Piazza, die zusammen mit Hans W. Geißendörfer die ersten Episoden der deutschen Fernsehserie Lindenstraße schrieb, für die Endfassung verpflichtet. Piazza verfasste außerdem 78 Folgen der ZDF-Serie Alle meine Töchter und das Drehbuch zum TV-Film Herz ohne Krone.

## Kritiken
„Helmut Förnbacher […] schafft es, die Geschichte ohne allzu tiefe Griffe in die Klischeekiste umzusetzen.“

Die Kritiker der Zeitschrift TV Spielfilm schrieben, der Film habe keinen Humor und sei „doch ein einziger Witz“. „Die TV-Schmonzette […] war 2003 ein Quotenerfolg. Versteh einer das Publikum!“ Sie urteilten: „Haben wir gelacht – nur an den ‚falschen‘ Stellen.“